# Fonction lorentzienne
Pour l’article homonyme, voir Courbe de Lorenz.

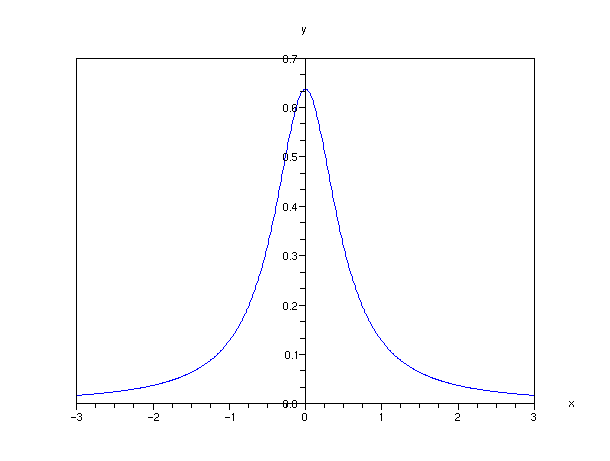
Fonction lorentzienne pour x_{0} = 0, Γ = 1

Une fonction lorentzienne, ou courbe lorentzienne — du nom de Hendrik Lorentz — est une fonction de la forme suivante :
{\displaystyle L(x)={\frac {1}{1+x^{2}}}}.
C'est l'expression la plus simple d'une lorentzienne, centrée en x=0.
Une forme paramétrée par l'abscisse x0 du sommet et la largeur Γ à mi-hauteur (couramment appelée largeur de la lorentzienne) est la fonction L définie par :
{\displaystyle L(x)={\frac {\Gamma }{2\pi }}{\frac {1}{{\frac {\Gamma ^{2}}{4}}+(x-x_{0})^{2}}}={\frac {\dfrac {2}{\pi \Gamma }}{1+\left({\dfrac {x-x_{0}}{\Gamma /2}}\right)^{2}}}}
En son sommet, elle atteint :
{\displaystyle L(x_{0})={\frac {2}{\pi \Gamma }}}
C'est une courbe en cloche.
En théorie des probabilités, elle est la densité de probabilité de la loi appelée loi de Cauchy (à un préfacteur de normalisation près).

## Transformée de Fourier
Sa transformée de Fourier est
{\displaystyle {\hat {L}}(\xi )=\int _{-\infty }^{\infty }{\frac {\mathrm {e} ^{-\mathrm {i} \xi x}}{1+x^{2}}}\mathrm {d} x=\pi \mathrm {e} ^{-|\xi |}}.

## Applications
En spectroscopie d'émission ou d'absorption, une raie correspond à l'énergie de transition entre deux niveaux d'énergie du système étudié (atome, molécule...). Par conservation de l'énergie, on s'attendrait à ce que le spectre présente une bande de fréquence (ou d'énergie) infiniment mince (signal monochromatique). Dans les faits, cette raie a une certaine largeur, et peut être modélisée par une fonction lorentzienne dans certains cas :
- Le spectre d'un objet unique est lorentzien, dont la largeur en fréquence est l'inverse de la durée de vie {\displaystyle \tau } du niveau excité : {\displaystyle \Gamma =2\pi /\tau }. On parle de largeur naturelle. En effet, la mécanique quantique impose que plus la durée de vie par émission spontanée est courte, moins l'énergie échangée est bien définie (relation d'incertitude temps-énergie). Il en résulte une distribution aléatoire de l'énergie, donc de la fréquence.
- Dans le cas d'un gaz, une fonction lorentzienne permet de modéliser la largeur de la raie en raison des collisions entre les molécules (élargissement lorentzien). L'élargissement de la raie est dû à un raccourcissement de la durée d'émission induit par les chocs.

En diffractométrie de rayons X, une fonction lorentzienne permet de décrire le profil des pics de diffraction si l'on considère un effet de taille de cristallites (loi de Scherrer).
Dans les bruits électroniques basse fréquence, le bruit de génération-recombinaison (bruit GR) suit une loi lorentzienne.